# Minneapolis, Minnesota
Minneapolis (angleška izgovorjava: /ˌmɪniˈæpəlɪs/) je največje mesto v ameriški zvezni državi Minnesota. Leži ob reki Misisipi in meji na glavno mesto Minnesote Saint Paul. Mesti skupaj tvorita jedro velemesta Minneapolis-St. Paul, imenovanega tudi Twin Cities, ki je z več kot 3,2 milijona prebivalcev 16. največje v ZDA. Mesto ima veliko vodnih površin, saj leži ob reki Misisipi, na njegovem ozemlju pa je tudi 20 jezer in mokrišč.
Ime mesta izvira iz staroselske besede Sujev »mni«, ki pomeni »voda«, in »polis«, grške besede za »mesto«. Reka Misisipi je bila ključnega pomena pri razvoju mesta, saj je nastalo ob Slapovih Svetega Antona (Saint Anthony Falls), najvišjem naravnem padcu v zgornjem toku reke. Evropski priseljenci so začeli v 19. stoletju izkoriščati vodno silo za pogon mlinov, žag in predilnic, po katerih je mesto dobilo vzdevek Mesto mlinov (Mill City). Danes je Minneapolis največje poslovno središče med Chicagom in Seattlom.
Minneapolis ima bogato tradicijo boja za enakopravnost manjšin in socialne pravice. Mesto je sodelovalo v boju za odpravo rasne segregacije, leta 1968 pa je v bila Minneapolisu ustanovljena organizacija ameriških indijancev (American Indian Movement). V Minneapolisu je tudi živahno kulturno dogajanje, zlasti na področju gledališča, vizualnih umetnosti, književnosti in glasbe.

## Pobratena mesta
Minneapolis je uradno pobraten z osmimi mesti:
- Uppsala (Švedska)
- Eldoret (Kenija)
- Harbin (Kitajska)
- Tours (Francija)
- Novosibirsk (Rusija)
- Ibaraki (Japonska)
- Kuopio (Finska)
- Santiago (Čile)

Neuradne odnose ima še z dvema mestoma:
- Hirošima (Japonska)
- Kampala (Uganda)